# Софроније Кипарски
Свети Софроније је био архиепископ Кипра и светитељ из VI века.
Рођен је у хришћанској породици на Кипру. Изучавао је многе науке, али се највише посветио читању Светог писма. Након смрти светог Дамјана, епископа кипарског, на његово место изабран је Софроније. Као епископ показао се као прави отац својој пастви.
Послуживши верно цркви и угодивши Богу, умро је мирно у VI веку.
Православна црква прославља светог Софронија 9. (22.) децембра. 